# Gaillardbois-Cressenville

Gaillardbois-Cressenville este o comună în departamentul Eure, Franța. În 1 ianuarie 2018 avea o populație de 442 de locuitori.

## Geografie

### Locație
Orașul este situat în Norman Vexin.

### Hidrografie
Fouillebroc, râul afluent al Lieurei și sub-afluent al Andellei, trece la nord-est de teritoriul comunei, numai câțiva zeci de metri. Marchează granița cu orașul vecin Touffreville.

## Istoric
În 1119, într-un loc numit Bremule (fermă), trupele regelui Franței Ludovic al VI-lea Gros sunt zdrobite de cei ai ducelui Normandiei și regele Angliei, Henry I Beauclerc. Lupta este cunoscută sub numele de Bătălia de la Bremule.
În 1845, comunele Gaillarbois și Cressenville sunt unite pentru a forma Gaillardbois-Cressenville.
Noua municipalitate din Val d'Orger cuprinde comunele Gaillardbois-Cressenville și Grainville, care devin municipalități delegate, 1 ianuarie 2017. Orașul său principal este situat în Grainville.